# Vadim Kurlovich
Vadim Kurlovich (tiếng Belarus: Вадзiм Курловiч; tiếng Nga: Вадим Курлович; sinh 30 tháng 10 năm 1992) là một cầu thủ bóng đá Belarus hiện tại thi đấu cho Slavia Mozyr.

## Danh hiệu
BATE Borisov
- Vô địch Giải bóng đá ngoại hạng Belarus: 2010, 2011, 2012